# 73e cérémonie des British Academy Film Awards
La 73e cérémonie des British Academy Film Awards, organisée par la British Academy of Film and Television Arts (BAFTA), a eu lieu le 2 février 2020 au Royal Albert Hall pour récompenser les films sortis en 2019. La cérémonie a été présentée par Graham Norton.
Les nominations sont dévoilées le 7 janvier 2020 par Ella Balinska et Asa Butterfield. C'est le film Joker qui est le plus nommé, avec 11 nominations.

## Palmarès

### Meilleur film
Note : la catégorie du meilleur film récompense les producteurs.
- 1917 – Pippa Harris, Callum McDougall, Sam Mendes et Jayne-Ann Tengren
  - The Irishman – Robert De Niro, Jane Rosenthal, Martin Scorsese et Emma Tillinger Kosskoff
  - Joker – Bradley Cooper, Todd Phillips et Emma Tillinger Koskoff
  - Once Upon a Time… in Hollywood – David Heyman, Shannon McIntosh et Quentin Tarantino
  - Parasite – Bong Joon-ho et Kwak Sin-ae

### Meilleur film britannique
Note : la catégorie du meilleur film britannique récompense les producteurs.
- 1917 de Pippa Harris, Callum McDougall, Sam Mendes, Jayne-Ann Tengren et Krysty Wilson-Cairns
  - Bait de Mark Jenkin, Kate Byers et Linn Waite
  - Pour Sama (For Sama) de Waad al-Kateab, et Edward Watts
  - Rocketman de Dexter Fletcher, Adam Bohling, David Furnish, David Reid, Matthew Vaughn et Lee Hall
  - Sorry We Missed You de Ken Loach, Rebecca O'Brien et Paul Laverty
  - Les Deux Papes (The Two Popes) de Fernando Meirelles, Jonathan Eirich, Dan Lin, Tracey Seaward et Anthony McCarten

### Meilleur réalisateur
- Sam Mendes pour 1917
  - Martin Scorsese pour The Irishman
  - Todd Phillips pour Joker
  - Quentin Tarantino pour Once Upon a Time… in Hollywood
  - Bong Joon-ho pour Parasite

### Meilleur acteur
- Joaquin Phoenix pour son rôle d'Arthur Fleck / Joker dans Joker
  - Leonardo DiCaprio pour son rôle de Rick Dalton dans Once Upon a Time… in Hollywood
  - Adam Driver pour son rôle de Charlie Barber dans Marriage Story
  - Taron Egerton pour son rôle d'Elton John dans Rocketman
  - Jonathan Pryce pour son rôle de Jorge Mario Bergoglio dans Les Deux Papes

### Meilleure actrice
- Renée Zellweger pour son rôle de Judy Garland dans Judy
  - Jessie Buckley pour son rôle de Rose-Lynn Harlan dans Wild Rose
  - Scarlett Johansson pour son rôle de Nicole Barber dans Marriage Story
  - Saoirse Ronan pour son rôle de Joséphine March dans Les Filles du docteur March
  - Charlize Theron pour son rôle de Megyn Kelly dans Scandale

### Meilleur acteur dans un second rôle
- Brad Pitt pour son rôle de Cliff Booth dans Once Upon a Time… in Hollywood
  - Tom Hanks pour son rôle de Fred Rogers dans L'Extraordinaire Mr. Rogers
  - Anthony Hopkins pour son rôle de Benoît XVI dans Les Deux Papes
  - Al Pacino pour son rôle de Jimmy Hoffa dans The Irishman
  - Joe Pesci pour son rôle de Russell Bufalino dans The Irishman

### Meilleure actrice dans un second rôle
- Laura Dern pour son rôle de Nora Fanshaw dans Marriage Story
  - Scarlett Johansson pour son rôle de Rosie Betzler dans Jojo Rabbit
  - Florence Pugh pour son rôle d'Amy March dans Les Filles du docteur March
  - Margot Robbie pour son rôle de Kayla Pospisil dans Scandale
  - Margot Robbie pour son rôle de Sharon Tate dans Once Upon a Time… in Hollywood

### Meilleur scénario original
- Parasite – Bong Joon-ho et Han Jin Won
  - Booksmart – Susanna Fogel, Emily Halpern, Sarah Haskins et Katie Silberman
  - À couteaux tirés – Rian Johnson
  - Marriage Story – Noah Baumbach
  - Once Upon a Time… in Hollywood – Quentin Tarantino

### Meilleur scénario adapté
- Jojo Rabbit – Taika Waititi, d'après le roman Le ciel en cage de Christine Leunens
  - The Irishman – Steven Zaillian, d'après I Heard You Paint Houses: Frank ‘The Irishman’ Sheeran and the Inside Story of the Mafia, the Teamsters, and the Final Ride by Jimmy Hoffa de Charles Brandt
  - Joker – Todd Phillips et Scott Silver, d'après le personnage du Joker créé par Bill Finger, Bob Kane et Jerry Robinson
  - Les Filles du docteur March – Greta Gerwig, d'après les romans Les Quatre Filles du Docteur March et Le Docteur March marie ses filles de Louisa May Alcott
  - Les Deux Papes – Anthony McCarten, d'après sa pièce de théâtre The Pope

### Meilleurs décors
- 1917 – Dennis Gassner et Lee Sandales
  - The Irishman – Bob Shaw et Regina Graves
  - Jojo Rabbit – Ra Vincent et Nora Sopková
  - Joker – Mark Friedberg et Kris Moran
  - Once Upon a Time… in Hollywood – Barbara Ling et Nancy Haigh

### Meilleurs costumes
- Les Filles du docteur March – Jacqueline Durran
  - The Irishman – Christopher Peterson et Sandy Powell
  - Jojo Rabbit – Mayes C.Rubeo
  - Judy – Jany Temime
  - Once Upon a Time… in Hollywood – Arianne Phillips

### Meilleurs maquillages et coiffures
- Scandale – Vivian Baker, Kazu Hiro et Anne Morgan
  - 1917 – Naomi Donne
  - Joker – Kay Georgiou et Nicki Ledermann
  - Judy – Jeremy Woodhead
  - Rocketman – Lizzie Yianni Georgiou

### Meilleure photographie
- 1917 – Roger Deakins
  - The Irishman – Rodrigo Prieto
  - Joker – Lawrence Sher
  - Le Mans 66 – Phedon Papamichael
  - The Lighthouse – Jarin Blaschke

### Meilleur montage
- Le Mans 66 – Andrew Buckland et Michael McCusker
  - The Irishman – Thelma Schoonmaker
  - Jojo Rabbit – Tom Eagles
  - Joker – Jeff Groth
  - Once Upon a Time… in Hollywood – Fred Raskin

### Meilleurs effets visuels
- 1917 – Greg Butler, Guillaume Rocheron et Dominic Tuohy
  - Avengers: Endgame –  Dan Deleeuw et Dan Sudick
  - The Irishman – Leandro Estebecorena, Stephane Grabli et Pablo Helman
  - Le Roi lion – Andrew R. Jones, Robert Legato, Elliot Newman et Adam Valdez
  - Star Wars, épisode IX : L'Ascension de Skywalker – Roger Guyett, Paul Kavanagh, Neal Scanlan et Dominic Tuohy

### Meilleur son
- 1917 – Scott Millan, Oliver Tarney, Rachael Tate, Mark Taylor et Stuart Wilson 
  - Joker – Tod Maitland, Alan Robert Murray, Tom Ozanich et Dean A. Zupancic
  - Le Mans 66 – David Giammarco, Paul Massey, Steven A. Morrow et Donald Sylvester
  - Rocketman – Matthew Collinge, John Hayes, Mike Prestwood Smith et Danny Sheehan
  - Star Wars, épisode IX : L'Ascension de Skywalker – David Acord, Andy Nelson, Christopher Scarabosio, Stuart Wilson et Matthew Wood

### Meilleure musique de film
- Joker – Hildur Guðnadóttir
  - 1917 – Thomas Newman
  - Jojo Rabbit – Michael Giacchino
  - Les Filles du docteur March – Alexandre Desplat
  - Star Wars, épisode IX : L'Ascension de Skywalker – John Williams

### Meilleur film en langue étrangère
- Parasite de Bong Joon-ho –  Corée du Sud
  - L'Adieu - The Farewell de Lulu Wang –  États-Unis (en mandarin, anglais, japonais et italien)
  - Pour Sama de Waad al-Kateab et Edward Watts –  Royaume-Uni  Syrie (en arabe et anglais)
  - Douleur et Gloire de Pedro Almodovar –  Espagne
  - Portrait de la jeune fille en feu de Céline Sciamma –  France

### Meilleur film d'animation
- Klaus de Sergio Pablos
  - La Reine des neiges 2 de Chris Buck et Jennifer Lee
  - Shaun le mouton : La ferme contre-attaque de Will Becher et Richard Phelan
  - Toy Story 4 de Josh Cooley

### Meilleur film documentaire
- Pour Sama de Waad al-Kateab et Edward Watts
  - American Factory de Steven Bognar et Julia Reichert
  - Apollo 11 de Todd Douglas Miller
  - Diego Maradona de Asif Kapadia
  - The Great Hack de Jehane Noujaim et Karim Amer

### Meilleur court métrage
- Learning to Skateboard in a Warzone (If you're a Girl) – Carol Dysinger et Elena Andreicheva
  - Azaar – Myriam Raja et Nathanael Baring
  - Goldfish – Hector Dockrill, Harri Kamalanathan, Benedict Turnbull et Laura Dockrill
  - Kamali – Sasha Rainbow et Rosalind Croad
  - The Trap – Lena Headey et Anthony Fitzgerald

### Meilleur court métrage d'animation
- Grandas was a Romantic – Maryam Mohajer
  - In Her Boots – Kathrin Steinbacher
  - The Magic Boat – Naaman Azhari et Lilia Laurel

### Meilleur nouveau scénariste, réalisateur ou producteur britannique
- Matt Jenkin (scénariste/réalisateur), Kate Byers et Linn Waite (productrices) – Bait
  - Waad al-Kateab (réalisatrice/productrice) et Edward Watts (réalisateur) – Pour Sama
  - Alex Holmes (réalisateur) – Maiden
  - Harry Wooliff (scénariste/réalisateur) – Only You
  - Alvaro Delgado Aparicio (scénariste/réalisateur) – Mon père (Retablo)

### Meilleur casting
- Joker – Shayna Markowitz
  - Marriage Story – Douglas Aibel et Francine Maisler
  - Once Upon a Time… in Hollywood – Victoria Thomas
  - L'Histoire personnelle de David Copperfield – Sarah Crowe
  - Les Deux Papes (The Two Popes'') – Nina Gold

### EE Rising Star Award
Meilleur espoir, résultant d'un vote du public.
- Micheal Ward
  - Awkwafina
  - Kaitlyn Dever
  - Kelvin Harrison Jr.
  - Jack Lowden

### BAFTA Fellowship
BAFTA d'Honneur
- Kathleen Kennedy

## Statistiques

### Nominations multiples
- 11 : Joker
- 10 : The Irishman, Once Upon a Time… in Hollywood
- 9 : 1917
- 6 : Jojo Rabbit
- 5 : Les Filles du docteur March, Marriage Story, Les Deux Papes
- 4 : Pour Sama, Parasite, Rocketman
- 3 : Scandale, Judy, Le Mans 66, Star Wars, épisode IX : L'Ascension de Skywalker
- 2 : Bait

### Récompenses multiples
- 7 : 1917
- 3 : Joker
- 2 : Parasite